# Guia Lopes da Laguna
Guia Lopes da Laguna é um município brasileiro do estado de Mato Grosso do Sul. Juntamente com Bonito, Bodoquena e Jardim, é um dos municípios que integram o complexo turístico do Parque Nacional da Serra da Bodoquena, apresentando grande potencial turístico.
Com o objetivo de incrementar o ecoturismo o Programa de Desenvolvimento do Turismo, recentemente houve investimentos de mais de R$ 130 milhões em obras e programas de saneamento, pavimentação e incentivo ao ecoturismo na região da Serra da Bodoquena.
A cidade é conurbada com Jardim, a qual possuía, junto com esta, 36.062 habitantes em 2020.

## História
Os irmãos Gabriel e José Francisco Lopes foram os primeiros a desbravar a região no sul de Mato Grosso até a fronteira com o Paraguai. Em 1846 Gabriel Lopes adquiriu uma fazenda de pecuária ás margens do rio Apa. Em 8 de maio de 1867 na Guerra do Paraguai, José Francisco Lopes foi escolhido para guiar uma tropa de 1500 homens do coronel Carlos de Morais Camisão. A partir daí foi iniciada a marcha até Bela Vista e em direção à Nioaque que durou 35 dias sob a fome, doenças e a perseguição dos soldados paraguaios. 52 km depois, no dia 27 de maio de 1867, Guia Lopes falece de cólera a poucos dias da travessia do rio Miranda, que era o último obstáculo antes do objetivo final. Fora enterrado numa localidade que o homenageou, passando a se chamar Guia Lopes da Laguna, local onde foi construído o Monumento Histórico.
Em 14 de maio de 1946 Guia Lopes da Laguna foi emancipada, fato que ocorreu mais de 7 anos antes da emancipação de Jardim (este emancipado em 11 de dezembro de 1953). Em 1977 o município passa a fazer parte do atual estado de Mato Grosso do Sul.

### Topônimo
O topônimo Guia Lopes da Laguna é uma homenagem ao Guia Lopes, herói da Retirada da Laguna.

## Geografia

### Localização
O município de Guia Lopes da Laguna está situado no sul da região Centro-Oeste do Brasil, no sudoeste de Mato Grosso do Sul (Microrregião de Bodoquena). Localiza-se na latitude de 21º27’28” Sul e longitude de 56°06’51” Oeste. Distâncias:
- 228 km da capital estadual (Campo Grande)
- 1 253 km da capital federal (Brasília).

### Geografia física
Solo
No solo há as seguintes ocorrências minerais: cobre, areia, calcário calcítico e dolomito.
Relevo e altitude
Está a uma altitude de 272 m.
Clima, temperatura e pluviosidade
Está sob influência do clima tropical (AW).
Hidrografia
Está sob influência da Bacia do Rio da Prata. Os rios Santo Antonio e Miranda banham a cidade.
Vegetação
Se localiza na região de influência do Cerrado.

### Geografia política
Fuso horário
Está há -1 hora com relação a Brasília e -4 com relação a Greenwich.
Área
Ocupa uma superfície de de 1 210,472 km².
Subdivisões
Guia Lopes da Laguna (distrito-único)
Arredores
Nioaque, Jardim, Ponta Porã e Maracaju

## Economia
Suas principais atividades econômicas são a agricultura e pecuária.

### Turismo
Guia Lopes da Laguna possui vários pontos de atração turística e a concentração elevada de calcário no solo favorece o aparecimento de rios de acentuada limpidez, formando cachoeiras e grutas de elevado valor científico. É conhecida pela sua essência cultural presente na Guerra do Paraguai - conhecida como a Tríplice Aliança. Encontrar atrativos turísticos no município foi uma grande dadiva. O Assentamento Rio Feio situado a 30 km da sede do Município abriga um dos mais requisitados atrativos que é o rafting.
Juntamente com Bonito, Jardim e Bodoquena, constituem o Complexo Turístico da Serra da Bodoquena, região de grande potencial turístico.
Atrações
- Ponte Velha: trata-se de uma ponte construída na Era Vargas, década de 30. Importante ligação para o sudoeste de Mato Grosso do Sul, mormente a ligação para Jardim, Bela Vista e Porto Murtinho, é tida como obra de arte sobre o rio Miranda.